# Libation
Libation (latin: libatio, græsk: leibein, "at hælde") eller drikoffer er et ritual, hvor væske indtages af deltagerne i ceremonien, eller hældes ud på et alter eller direkte på jorden, enten som offer til en gud eller ånd, eller til minde om en afdød eller forfædrene. Det var udbredt i mange af antikkens religioner, og praktiseres mange steder også i dag.
Som regel var der tale om vin eller anden alkoholdig drik, olivenolie, honning eller smør. Skåle og kar benyttet til ritualerne var ofte af en speciel form, for at kunne adskilles fra sekulære skåle. I Bibelen findes drikoffer omtalt, da patriarken Jakob i Det gamle testamente "rejste en støtte, en stenstøtte, på det sted, hvor Gud havde talt med ham, og han udgød drikoffer på den og hældte olie over den." (Første Mosebog 35:14)
I Norden drak man øl eller mjød ved offerfeste. Snorre forteller i Heimskringla om Sigurd ladejarls blot, hvor alle deltagerne skulle deltage i øldrikningen. Høvdingen skulle vie drikkekarret, inden det blev båret omkring åreilden. Først drak man Odins skål for sejr, så Njords og hans søn Frejs skål for godt år og fred. En Brage-skål blev også tømt med løfte om store gerninger, som Sigvalde jarls skål til sin fars minde, at han inden tre år skulle have dræbt Håkon jarl eller fordrevet ham fra Norge, mens Vagn Ågesøn ved samme anledning gav løfte om, at han ikke ville komme tilbage fra Norge, før han havde dræbt Torkel Ler og været i seng med hans datter Ingebjørg. At udbringe skåle for gravlagte frænder hørte også med. Da kristendommen overtog, gik man over til at drikke for Kristus, jomfru Maria m.fl.